# なかよしラブリー
『なかよしラブリー』は、講談社から、『なかよし』の増刊として発行されていた日本の漫画雑誌。

## 概要
従来の増刊号であった『なかよし○○やすみランド』（冬・春・夏の年3回刊行、「○○」には「はる」・「なつ」・「ふゆ」が入る）を置き換える形で、2003年夏の号からスタートした。2004年以後は冬の号（前年12月発売）・春の号（3月発売）・夏の号（7月発売）・秋の号（9月または10月発売）の年4回刊行、2007年から初夏の号（5月発売）を含めて年5回刊行になった。
オリジナルの読切連載作品のほか、『なかよし』本誌連載作の番外編や新人・若手の読切が掲載されていた。開始当初は（やや刺激的な）特集テーマを掲げて主な作品の内容を統一することが多かったが、その後特集テーマの設定が曖昧になりつつあった。さらに、『なかよし』本誌から移動してきた連載作品や、逆に『なかよし』本誌に移動した連載作品が存在することから、同じ講談社の『マガジンSPECIAL』に方向性が近くなりつつあった。
2011年については初夏の号は発売されなかった。そして同年10月17日に発売された秋の号を最後に休刊された。

## 主な連載・不定期掲載作品
順不同。
- 若おかみは小学生!（おおうちえいこ、原作：令丈ヒロ子）
- 名探偵夢水清志郎事件ノート（えぬえけい、原作：はやみねかおる）
- 魔術師にくちづけを（あおいみつ）
- 蜘蛛女（秋本葉子）
- 小川とゆかいな斎藤たち（茶匡）※『なかよし』移動後、再び掲載
- 1年5組いきものがかり（フクシマハルカ）※休刊に伴い『なかよし』本誌に移動
- 妖界ナビ・ルナ特別編（菊田みちよ、原作：池田美代子）
- むりやり探偵部!（佐藤みなみ）
- かみかみかえし（遠山えま）
- パパとあたしのヴァーサスな日常（春瀬サク）
- セレブな奴隷（青月まどか）
- けだものだもの（フクシマハルカ）
- かみちゃまかりんchu+（こげどんぼ*）※『なかよし』本誌から事実上移動
- アクビガール（絵・上北ふたご）
- アップル・ポンタン（木村千歌）
- 杏仁小娘（川村美香）
- イノセント・ワールド（山田デイジー）
- wish たったひとつの願いごと（征海未亜）
- きょにゅう★刑事（ハットリユカコ）
- きらら☆プリンセス（小鷹ナヲ、ストーリー：田中利花）※『なかよし』本誌から移動
- ココア!（柏木志保）
- このイケメン、ナルにつき…。（ナフタレン水嶋）
- 私立ヤバスギ学園シリーズ（恵月ひまわり）
- 小さな妖精プティの日記 from Disney Fairies（明日賀じゅん）
- なでしこシュート!（神崎裕）
- 虹色パレット（ゆみみ）
- ひとりじゃないこと（春瀬サク）
- ぴよっこ・ガーデン（猫部ねこ）
- 魔法のおとなり（水無月真）
- ラブパズル（高上優里子）
- 教室のあたし（高上優里子）
- メガネ王子（水上航）
- おとなにナッツ-2（フクシマハルカ）
- おんたま♪（美麻りん）
- オオカミ少年（水上航）
- ご指名ありがとうございます! (美麻りん)